# Werner von Siemens
 For alternative betydninger, se Siemens. (Se også artikler, som begynder med Siemens)
Ernst Werner von Siemens (født 13. december 1816, død 6. december 1892) tysk opfinder og grundlægger af virksomheden Siemens AG.
Werner Siemens blev født i Lenthe ved Hannover i Tyskland. Han var den fjerde ud af en søskendeflok på 14. Forældrene var Christian Ferdinand Siemens og Eleonore Siemens; de døde begge, da Werner var 11 år gammel. Werner følte, at det var hans ansvar at forsørge sine ti yngre søskende.
Kårene var små, så for at kunne udleve sin drøm om at studere meldte han sig til militæret, da han gennem militæret kunne studere gratis.
Sammen med sin ven og urmager/elektrotekniker Georg Halske grundlagde han virksomheden Siemens und Halske AG. Virksomheden blev etableret på baggrund af en visertelegraf, hvor man ved at dreje viseren hen på et bogstav kunne afsende morsekoden for denne.
To år efter virksomhedens start forlod Werner Siemens militæret, hvor han havde gjort tjeneste i 15 år.
To af Werners brødre spillede en stor rolle i virksomheden og overtog senere også det meste af ledelsen. Hans syv år yngre bror Wilhelm Siemens stod for forbindelserne til England, hvor han blev slået til ridder. Den tretten år yngre bror Carl Siemens tog til Rusland, men hjalp også til i England efter Wilhelms død.

## Ægteskaber
Werner giftede sig første gang i 1852 og fik året efter sønnen Arnold og i 1855 sønnen Wilhelm. Begge sønner fik senere store roller i virksomheden.
Werner lagde kabler gennem Det røde Hav i 1859.
I 1865 døde hans første kone, og fire år senere giftede han sig igen. I 1870 fødtes datteren Hertha og i 1872 sønnen Carl Friedrich, som også fik en stor rolle i virksomheden.
Hans anden kone døde i 1882, og han giftede sig med sin kusine Elly.
Werner blev i 1888 adlet af kejser Friedrich 3. og kunne herefter kalde sig von Siemens.
I 1890 gik Werner på pension, men havde stadig indflydelse i virksomheden, lige indtil han døde af lungebetændelse i december 1892.

## Familie
Følgende af hans brødre var engageret i Siemens AG:
- - Hans Siemens (1818-1867),
  - Wilhelm von Siemens (1823-1883), i England Sir William Siemens
  - Friedrich von Siemens (1826-1904),
  - Carl von Siemens (1829-1906),
- hans sønner
  - Wilhelm von Siemens (1855-1919),
  - Carl Friedrich von Siemens (1872-1941),
  - Arnold von Siemens (1853-1918)
- og hans fætter
  - Georg von Siemens (1839-1901).